# رادیو کرمانشاه
رادیو کرمانشاه (شبکهٔ استانی صدای کرمانشاه) رادیویی در استان کرمانشاه وابسته به صدا و سیمای کرمانشاه است.

## تاریخچه
بخش صدای مرکز رادیو و تلویزیون کرمانشاه، یا رادیو کرمانشاه از سال ۱۳۳۷ با شش ساعت برنامه در روز کار خود را آغاز کرد، و در سال ۱۳۸۵ آمادهٔ پخش ماهواره‌ای شد.
ساختمان اصلی رادیو کرمانشاه از سال ۱۳۳۹ که رادیو کردی کرمانشاه تأسیس شد، تا سال ۱۳۵۳ در ساختمان خدیوی در خیابان معلم (شاهبختی) قرار داشت. در سال ۱۳۵۳ ساختمان جدید رادیو و تلویزیون کرمانشاه در میدان نفت کرمانشاه افتتاح شد و رادیو نیز بدانجا منتقل شد.

## فرکانس‌ها
- فرکانس آنالوگ:
  - موج FM ردیف ۹۴ Mhz
  - موج AM ردیف ۱۲۷۸ khz
- فرکانس‌های ماهواره‌ای:
  - Iran Sat, Arab Sat ۲٬۳
  - FR: 12322 MHz
  - SR: ۲۷۵۰۰
  - FEC: ۳/۴
  - P:Vertical
- فرکانس دیجیتال:
  - UHF رادیو کرمانشاه
  - کانال ۲۹ باند TS۲